# Klockesjö
Klockesjö är en sjö i Ljungby kommun i Småland och ingår i Lagans huvudavrinningsområde. Sjön har en area på 0,0748 kvadratkilometer och ligger 149,2 meter över havet. Klockesjö ligger i Ronamossen/Klockesjömyren Natura 2000-område.

## Delavrinningsområde
Klockesjö ingår i det delavrinningsområde (629932-137832) som SMHI kallar för Mynnar i Kösen. Medelhöjden är 151 meter över havet och ytan är 58,9 kvadratkilometer. Räknas de 3 avrinningsområdena uppströms in blir den ackumulerade arean 133,26 kvadratkilometer. Kåtån som avvattnar avrinningsområdet har biflödesordning 3, vilket innebär att vattnet flödar genom totalt 3 vattendrag innan det når havet efter 101 kilometer. Avrinningsområdet består mestadels av skog (55 procent), jordbruk (16 procent) och sankmarker (18 procent). Avrinningsområdet har 0,14 kvadratkilometer vattenytor vilket ger det en sjöprocent på 0,2 procent.